# Laughs Last
Laughs Last è il 14º e ultimo album in studio long playing del gruppo Circus Devils, pubblicato negli Stati Uniti nel 2017, in vinile e in CD dalla Happy Jack Rock Records; contemporaneamente venne pubblicata anche la compilation Laughs Best (The Kids Eat It Up). I Circus Devil sono uno dei progetti paralleli di Robert Pollard, leader e fondatore dei Guided by Voices. Tutte le canzoni sono state scritte ed eseguite da Robert Pollard, Todd Tobias e Tim Tobias.

## Tracce
Lato A
1. Get Out of My Way When I'm in Town
2. Philosophy Bag
3. ZX35 Pow
4. Teenage Rooster
5. Alice Cooper Alarm Clock
6. End of the World Ice Cream
7. I Do The Nixon
8. Smoke Machine
9. Time Trapper

Lato B
1. Crucified By the British Press
2. Mr. Detail's Explanation
3. Farm Action
4. Into Gear
5. Cockroach Whiskey
6. To Each His Zone (Sunshine Baby Butt)
7. Aerial Photographs From Alcatraz (Including Nightmare Parade)
8. Asteroid